# Neumotacógrafo

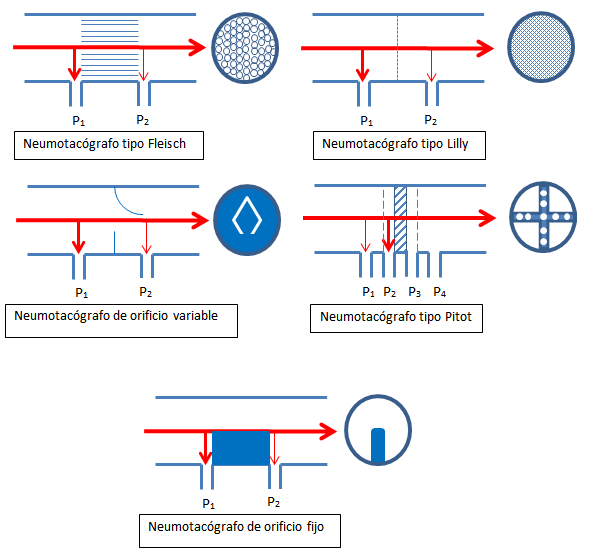
Neumotacógrafo.

Neumotacógrafo o Neumotacómetro es un instrumento que puede medir el flujo respiratorio. Este logra medir el índice de flujo de gases respirados mediante el registro de la diferencias de presión en un aparato de resistencia fija al flujo de presión. El Neumotacógrafo es un término que integra la jerga de la fisiología respiratoria.
En un sentido amplio los Neumotacógrafos/metros integran la familia de los sensores de flujo gaseoso que se utilizan en múltiples aplicaciones médicas y no médicas. 

## Fisiológica
En la jerga fisiológica el término tiene una connotación adicional que es la de identificar a los sensores de flujo de presión diferencial y así distinguirlos de las turbinas, los sensores de alambre caliente, los sensores ultrasónicos y otros sensores de flujo de menor difusión dentro de la especialidad. Existen varios modelos de Neumotacógrafo/metro como el capilar o de Fleisch, el de malla o de tipo Lilly, el de orificio variable y los de orificio fijo.